# Shalonda Solomon
Shalonda Solomon (* 19. Dezember 1985 in Los Angeles) ist eine ehemalige US-amerikanische Sprinterin.

## Werdegang
2003 wurde sie panamerikanische Juniorenmeisterin über 100 und 200 Meter, 2004 in Grosseto Juniorenweltmeisterin über 200 Meter. 
Als Studentin an der University of South Carolina wurde sie 2006 sowohl in der Halle wie auch im Freien NCAA-Meisterin über 200 Meter.
2010 wurde sie wie schon 2006 US-Vizemeisterin über 200 Meter. Beim Leichtathletik-Continentalcup in Split wurde sie Zweite über 100 Meter und siegte mit der Amerika-Stafette in der 4-mal-100-Meter-Staffel.
Als US-Meisterin über 200 Meter fuhr sie zu den Weltmeisterschaften 2011 in Daegu. Dort wurde sie Vierte über 200 Weltmeisterschaften 2011 und trug mit einem Einsatz im Vorlauf dazu bei, dass das US-Team Gold in der 4-mal-100-Meter-Staffel gewann. Seit 2011 tritt sie nicht mehr international in Erscheinung.
Shalonda Solomon ist 1,69 m groß und wiegt 56 kg. Sie wurde von Lance Brauman trainiert.

## Persönliche Bestzeiten
- 60 m (Halle): 7,15 s, 27. Februar 2011, Albuquerque
- 100 m: 10,90 s, 5. Juni 2010,	Clermont
- 200 m: 22,15 s, 26. Juni 2011, Eugene
  - Halle: 22,57 s, 10. März 2006, Fayetteville